# 塩入駅
塩入駅（しおいりえき）は、香川県仲多度郡まんのう町帆山にある四国旅客鉄道（JR四国）土讃線の駅である。駅番号はD16。
「塩入」は同駅から約5 km山へ入った塩入集落に由来する駅名。かつて、塩入集落を通るルートと猪鼻トンネルで池田へ抜けるコースが誘致合戦を行い、敗れた塩入集落に配慮して駅名に採用された。

## 歴史
- 1923年（大正12年）5月21日：開業[2]。
- 1970年（昭和45年）
  - 6月1日：小口扱い貨物の取り扱いを廃止[2]。
  - 10月1日：無人駅化[3]（簡易委託駅化[4]）。同時に手荷物及び小荷物の取り扱いを廃止[2][5]。
- 1987年（昭和62年）4月1日：国鉄の分割民営化により四国旅客鉄道の駅となる[2]。

## 駅構造
相対式ホーム2面2線を持つ地上駅相対式ホーム2面2線で一線スルー。2つのホームは跨線橋で結ばれている。駅舎側1番線が上下副本線、2番線が上下本線（琴平駅方制限速度120 km/h、阿波池田駅方制限速度100 km/h）。通過列車は上下線とも原則として2番線を通過するが、停車列車は両方向とも1番のりばを優先して使用する。トイレは2019年に廃止された。
駅舎は改装済みの木造で、中はがらんどうの待合室となっている。無人駅である。
1970年（昭和45年）に無人化され、以後しばらくの間は駅前の商店で近距離切符を扱う簡易委託駅となっていた。その後商店も閉店し、駅前は閑散としたものとなった。

### のりば
| のりば | 路線    | 方向 | 行先                       | 備考                       |
| ------ | ------- | ---- | -------------------------- | -------------------------- |
| 1      | ■土讃線 | 下り | 阿波池田・大歩危・高知方面 |                            |
| 1      | ■土讃線 | 上り | 琴平・多度津・高松方面     | 通常はこのホーム           |
| 2      | ■土讃線 | 上り | 琴平・多度津・高松方面     | 停車列車同士の行違い時のみ |

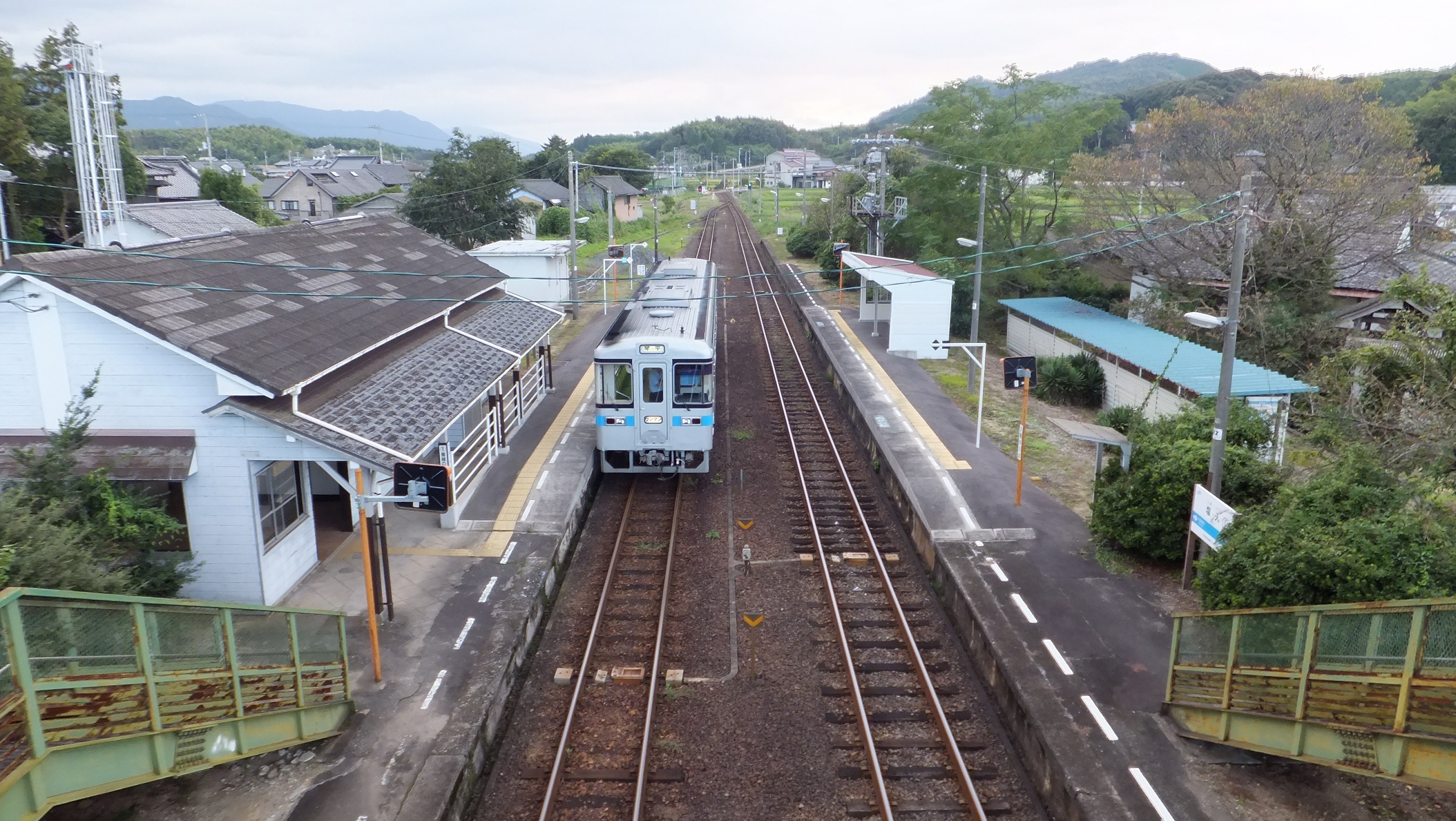
ホーム（2015年9月、跨線橋から）

## 利用状況
1日平均の乗車人員は下記の通りである。
| 乗車人員推移 | 乗車人員推移 |
| 年度         | 1日平均人数  |
| ------------ | ------------ |
| 2008         | 49           |
| 2009         | 54           |
| 2010         | 47           |
| 2011         | 42           |
| 2012         | 40           |
| 2013         | 42           |
| 2014         | 35           |

## 駅周辺
駅前には土讃線の塩入を通っての建設に貢献した益田穣三という人物の銅像がある。
- 仲南郵便局
- まんのう町仲南支所
- まんのう町立仲南小学校
- こんぴらレイクサイドゴルフ倶楽部 - ゴルフ場
- 満濃池 - 満濃池森林公園あり。日本最大のため池。
- 神野寺 - 四国別格二十霊場17番
- 塩入温泉(スーパー銭湯) - 車で10分弱
- 香川県道4号丸亀三好線
- 香川県道201号塩入停車場線
- 香川県道197号財田まんのう線

## 隣の駅
四国旅客鉄道（JR四国）
■土讃線
■普通
琴平駅 (D15) - 塩入駅 (D16) - 黒川駅 (D17)